# Dick Ricketts
Richard «Dick» James Ricketts, Jr. (nascut el 4 de desembre de 1933 a Pottstown, Pennsilvània i mort el 6 de març de 1988 a Rochester, Nova York) fou un jugador de bàsquet nord-americà que va jugar durant 3 temporades a l'NBA. Fou el número u del draft de l'NBA del 1955. Amb 2 metres d'alçada, ho feia en la posició d'ala-pivot.

## Trajectòria esportiva

### Universitat
Va jugar durant 4 temporades amb els Dukes de la Universitat de Duquesne, en els quals va fer una mitjana de 17,7 punts i 12,2 rebots per partit.

### Professional
Va ser triat en la primera posició del Draft de l'NBA de 1955 pels Milwaukee Hawks, sent traspassat abans d'acabar la temporada als Rochester Royals. Allà hi va jugar la seva millor temporada, fent una mitjana de 11,2 punts i 6,1 rebots per partit. A l'any següent l'equip es va traslladar a Cincinnati, on va jugar la seva última temporada com a professional del bàsquet. En els seus tres anys va fer una mitjana de 9,3 punts i 6,3 rebots per partit.

### Beisbol
Després de deixar el bàsquet, va jugar 12 partits com a agent lliure amateur amb els St. Louis Cardinals, equip de les Lligues Majors de beisbol.